# MG 45
MG 45 — экспериментальный единый пулемёт нацистской Германии. Пулемёт проектировался с целью упрощения и удешевления оригинального MG 42 в условиях войны. Фактически это новый пулемёт, так как была радикально изменена конструкция при сохранении внешнего облика MG 42. Основным отличием MG 45 от MG 42 и MG 34 является то, что автоматика работает на принципе использования отдачи роликового полусвободного затвора при неподвижном стволе. Упрощение конструкции выразилось в том, что в результате удалось упразднить казённик на стволе, возвратное устройство ствола и надульник.
MG 45 послужил основой для создания швейцарского единого пулемёта MG 710-3.